# Mesclador de freqüències

Figura 1. Símbol del mesclador de freqüència

En electrònica, un mesclador, o mesclador de freqüències, és un circuit elèctric que crea noves freqüències a partir de dos senyals aplicats. En la seva aplicació més habitual, s'apliquen dos senyals a un mesclador, i produeix nous senyals a la suma i diferència de les freqüències originals.
Els mescladors s'utilitzen àmpliament per canviar els senyals d'un rang de freqüències a un altre, un procés conegut com a heterodinatge, per facilitar la transmissió o el processament posterior del senyal. Per exemple, un component clau d'un receptor superheterodí (Figura 2) és un mesclador utilitzat per moure els senyals rebuts a una freqüència intermèdia comuna. Els mescladors de freqüència també s'utilitzen per modular un senyal portador en emissors de ràdio.

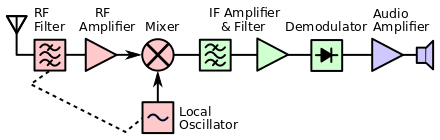
Figura 2. Esquema de blocs d'un receptor superheterodí de ràdio, on es pot observar el símbol del mesclador de freqüència

el receptor de ràdio funciona. L'eix horitzontal de tots els gràfics és la freqüència f. Els gràfics blaus representen la força del senyal (tensió) en diversos punts del circuit. Els gràfics vermells són les funcions de transferència dels filtres; l'amplada de la banda vermella representa la fracció del senyal del gràfic superior que passa pel filtre a diverses freqüències. El gràfic superior mostra la tensió de l'antena aplicada al receptor. És un compost de senyals (formes blaves) de diversos transmissors de ràdio a diferents freqüències. El senyal S1 és el senyal rebut per la ràdio. Cada senyal consta de la freqüència portadora (línia vertical blau fosc) amb bandes laterals a banda i banda que contenen la modulació (bandes blau clar). El senyal passa primer pel filtre de RF. El seu propòsit és eliminar qualsevol senyal com S2 a la freqüència d'imatge, LO - IF, que d'altra manera interferiria amb el senyal rebut. El 3r gràfic mostra els senyals aplicats al mesclador, format pel senyal de l'oscil·lador local LO i els quatre senyals de ràdio. Al mesclador, el senyal LO bateja amb els quatre senyals, creant heterodins a la diferència entre la freqüència del senyal i la freqüència LO. El quart gràfic mostra aquests heterodins. El filtre IF (5è gràfic) selecciona la freqüència del senyal desitjat, S1 i filtra els altres, juntament amb els productes de modulació no desitjats.

La característica essencial d'un mesclador és que produeix un component a la seva sortida que és el producte dels dos senyals d'entrada (Figura 3). Tant els circuits actius com els passius poden realitzar mescladors. Els mescladors passius utilitzen un o més díodes i es basen en la seva relació no lineal entre voltatge i corrent per proporcionar l'element multiplicador. En un mesclador passiu, el senyal de sortida desitjat és sempre de menor potència que els senyals d'entrada.